# Bernd Kaina
Bernd Kaina (* 7. Januar 1950 in Drewitz, Niederlausitz) ist ein deutscher Biologe und Toxikologe. Sein Forschungsinteresse gilt der Schädigung und Reparatur der DNA, der DNA-Schadensantwort sowie dem gentoxischen Signaling und Zelltod induziert durch karzinogene Noxen.

## Leben
Kaina studierte Biologie an der Universität Halle. Hier promovierte er mit einer Arbeit zur Wirkung des neurotropen Karzinogens Nitrosomethylharnstoff auf menschliche Zellen. Von 1975 bis 1984 war er Projektleiter am Zentralinstitut für Genetik und Kulturpflanzenforschung in Gatersleben, wo er sich mit der gentoxischen Wirkung von Alkylantien an unterschiedlichen experimentellen Systemen befasste. 1984 siedelte er mit seiner Familie aus der DDR in den Westen über, war zunächst Stipendiat der EG am Institut für Molekularbiologie in Leiden und anschließend, von 1985 bis 1987, als Gastwissenschaftler am Deutschen Krebsforschungszentrum in Heidelberg tätig. Als Heisenberg-Stipendiat der DFG ging er an das Institut für Genetik und Toxikologie von Spaltstoffen am Kernforschungszentrum Karlsruhe. Von dort wurde er als C3-Professor und Leiter der Abteilung für Angewandte Toxikologie am Institut für Toxikologie der Universität Mainz berufen. Einen Ruf auf eine C4-Professur an die Universität Göttingen nahm er nicht an. Seit 2004 ist er C4-Professor und war bis 2018 Direktor des Instituts für Toxikologie an der Universitätsmedizin der Johannes Gutenberg-Universität Mainz.

## Werk
Kaina hat grundlegende Beiträge zum Verständnis der Wirkung von alkylierenden Karzinogenen und Krebs-Chemotherapeutika geleistet. Er hat insbesondere die Bedeutung der DNA-Reparatur als Faktor der Drug-Resistenz bei Glioblastomen, malignen Melanomen und anderen Tumortypen herausgestellt und das Reparaturenzym MGMT als Schutzmechanismus gegenüber alkylierenden Karzinogenen identifiziert. Er hat zum Verständnis der mutagenen und zytotoxischen Wirkung von UV-Licht, ionisierender Strahlung und chemischen Genotoxinen wesentlich beigetragen und gezeigt, dass DNA-Reparaturgene nach gentoxischem Stress induziert werden können, was zur zellulären Protektion beiträgt. Sein Literaturverzeichnis umfasst mehr als 350 Beiträge in internationalen Zeitschriften und Büchern. Im Mai 2021 publizierte er einen Artikel mit der Diskussion eines möglichen Ursprungs des SARS-CoV-2 Virus durch Laborexperimente an Zellkulturen.

## Auszeichnungen
- Heisenberg-Stipendiat der Deutschen Forschungsgemeinschaft
- Forschungspreis der Deutschen Gesellschaft für Umweltmutagenese (2009)
- Deutscher Krebspreis, experimenteller Teil (2011)
- Toxicology Award der Deutschen Gesellschaft für Experimentelle und Klinische Pharmakologie und Toxikologie (2012)
- Ulrich-Hagen-Preis der Gesellschaft für Biologische Strahlenforschung (2014)
- Frits Sobels Award of the European Environmental Mutagenesis and Genomics Society (2021)

## Schriften (Auswahl)
- M. Christmann, M. Tomicic-Christmann, W. P. Roos, B. Kaina: Mechanisms of human DNA repair – an update. In: Toxicology. Bd. 193, 2003, S. 3–34. PMID 14599765.
- B. Kaina: Mechanisms and consequences of methylating agent-induced SCEs and chromosomal aberrations: a long road traveled and still a far way to go. In: Cytogenet. Genome Res. Bd. 104, 2004, S. 77–86. PMID 15162018.
- W. P. Roos, B. Kaina: DNA damage-induced cell death by apoptosis. In: Trends Mol. Medicine. Bd. 12, 2006, S. 440–450. PMID 16899408.
- B. Kaina, M. Christmann, S. Naumann, W. P. Roos: MGMT: key node in the battle against genotoxicity, carcinogenicity and apoptosis induced by alkylating agents. In: DNA Repair. Bd. 6, 2007, S. 1079–1099. PMID 17485253.
- B. Kaina, G. Margison, M. Christmann: Targeting O6-methylguanine-DNA methyltransferase with specific inhibitors as a strategy in cancer therapy. In: Cell. Mol. Life Sci. Bd. 67, 2010, S. 3663–3681. PMID 20717836.
- B. Kaina, M. Christmann: DNA-Schadensantwort und ihre pharmakologische Beeinflussung. In: Der Onkologe. Bd. 6, 2011, S. 503–512, doi:10.1007/s00761-011-2028-6.
- W. P. Roos, B. Kaina: DNA damage-induced cell death: From specific DNA lesions to the DNA damage response and apoptosis. In: Cancer Letters. Bd. 332, 2013, S. 237–248. PMID 22261329.
- W. P. Roos, A. Thomas, B. Kaina: DNA damage and the balance between survival and death in cancer biology. In: Nature Rev. Cancer. Bd. 16, 2016, S. 20–33. PMID 26678314.